# Colpospira musgravia
Colpospira musgravia is een slakkensoort uit de familie van de Turritellidae. De wetenschappelijke naam van de soort is voor het eerst geldig gepubliceerd in 1982 door Garrard.